# Aamunops
Genre
Aamunops est un genre d'araignées aranéomorphes de la famille des Caponiidae.

## Distribution
Les espèces de ce genre sont endémiques du Mexique.

## Description
Les espèces d'Aamunops comptent deux yeux.

## Liste des espèces
Selon World Spider Catalog (version 25.0, 10/05/2024) :
- Aamunops chimpa Galán-Sánchez & Álvarez-Padilla, 2022
- Aamunops hoof Sánchez-Ruiz & Bonaldo, 2024
- Aamunops kalebi Chamé-Vázquez & Jiménez, 2024
- Aamunops misi Galán-Sánchez & Álvarez-Padilla, 2022
- Aamunops noono Galán-Sánchez & Álvarez-Padilla, 2022
- Aamunops olmeca Galán-Sánchez & Álvarez-Padilla, 2022
- Aamunops yiselae Sánchez-Ruiz & Bonaldo, 2024

## Systématique et taxinomie
Ce genre a été décrit par Galán-Sánchez et Álvarez-Padilla en 2022 dans les Caponiidae.

## Publication originale
- Galán-Sánchez & Álvarez-Padilla, 2022 : « A new genus of caponiid spiders with its phylogenetic placement within Nopinae and the description of a new species of Orthonops Chamberlin, 1924 from eastern Mexico (Araneae: Synspermiata, Caponiidae). » Zootaxa, no 5128(4), p. 547-573.